# Буракова, Ксения Сергеевна
Ксения Сергеевна Буракова (род. 25 марта 1992, Лесосибирск, Красноярский край) — российская спортсменка, чемпион и призёр чемпионатов России по вольной борьбе, мастер спорта России.

## Карьера
Родилась и живёт в Лесосибирске. Выступает в тяжёлой весовой категории (до 72 кг). Тренировалась под руководством  О. Ю. Сухих, В. П. Алексеева и Л. А. Карамчаковой. Член сборной команды страны с 2013 года. Выступает за клуб СК ВВС (Красноярск). После чего сменила регион. Представляет Дагестан.
В апреле 2025 года принимала участие в чемпионате Европы в Братиславе, где в весовой категории до 72 кг уступила в поединке за третье место француженке Полин Лекарпентье.

## Спортивные результаты
- Чемпионат России по женской борьбе 2010 — ;
- Кубок России 2012 года — ;
- Гран-при Иван Ярыгин 2013 — ;
- Чемпионат России по женской борьбе 2014 — ;
- Гран-при Иван Ярыгин 2015 — ;
- Чемпионат России по женской борьбе 2018 — ;
- Чемпионат России по женской борьбе 2019 — ;
- Чемпионат России по женской борьбе 2021 — ;
- Чемпионат России по женской борьбе 2022 — ;
- Чемпионат России по женской борьбе 2025 — ;